# 佐々木みすず
佐々木 みすず（ささき みすず、2月29日 - ）は、日本の女性漫画家。埼玉県草加市在住。
兵庫県神戸市生まれ。妙法寺小学校、武庫川学院中等部、高等部をへて大阪芸術大学芸術学部デザイン学科卒業後、ゲーム会社コナミに勤め、1986年『コミックルージュ』（大陸書房）と『ソリティア-創刊号』（廣済堂）でデビュー。
漫画を描きながら漫画家育成学校などで講師としても活動。夫は漫画家のMEIMU。愛犬、愛猫はペットモデルとしても活動。

## 作品リスト
- 公爵と修道女（宙出版）
- 宮殿で恋のワルツを（宙出版）
- 連れ戻された花嫁（宙出版）
- 残酷な唇（宙出版）
- 華麗な悪魔（宙出版）
- 監禁された相続人（宙出版）
- 熱情の拘束（宙出版）
- 白雪姫の夢（宙出版）
- 王女と雪夜のくちづけ（宙出版）
- 高慢御曹司の抗えない誘惑（宙出版）
- 王国の花嫁（竹書房）
- 愛の大奥　篤姫（講談社　ホーム社）
- あの夜に戻れたら（ハーレクイン社）
- 指輪が語る真実（ハーレクイン社）
- 王国から来た恋人（ハーレクイン社）
- 伝説の国のプリンセス（ハーレクイン社）
- 花嫁に偽りの誓いを（宙出版）
- 騎士と麗人（宙出版）
- 青い海と誘惑者（宙出版）
- 灼熱のシークにとらわれて（宙出版）
- ロマンスの遊戯（宙出版）
- とらわれの伯爵令嬢（宙出版）
- 碧い鼓動に抱かれて（宙出版）
- 愛の束縛（宙出版）
- 誘惑の罠（宙出版）
- 揺れる想い（宙出版）
- フィアンセは億万長者
- 街角のシンデレラ／結婚はビジネス
- 秘密の小箱（ハーレクイン社）
- 運命の舞踏会（ハーレクイン社）
- 天使パンドーラの恋（宙出版）
- バルタルディの女（ハーレクイン社）
- 家主は大富豪（ハーレクイン社）
- シークの愛人／氷炎（ハーレクイン社）
- 夜ごとの情熱（ハーレクイン社）
- プリンセスの涙（ハーレクイン社）
- 恋人たちの嘘／霧の中のアポロン（宙出版）
- プリンセスのプロポーズ（ハーレクイン社）
- プリンセスの初恋（ハーレクイン社）
- 王位をかけた恋（ハーレクイン社）
- バージンロード（ハーレクイン社）
- ハッサンの娘 Daughter of Hassan（ペニー・ジョーダン）
- グリム童話 愛と憎しみの章（ホーム社）
- グリム童話 闇と恐怖の章（ホーム社）
- グリム童話 聖女の恥辱編（双葉社）
- グリム童話 魔性の女編（双葉社）
- 美女と野獣（ぶんか社）
- マッチ売りの少女（ぶんか社）
- 眠れる森の美女（ぶんか社）
- 赤い靴（笠倉出版）
- 白雪姫（笠倉出版）
- お姫さまの微熱（平和出版）
- お姫さまのお仕置き（平和出版）
- お姫さまのしつけ教室（平和出版）
- お姫さまの愛の鎖（平和出版）
- お姫さまの恋物語（平和出版）
- プリンセスの初恋 世紀のウエディング
- 聖カケール塾（角川書店）
- 獅子とシンデレラ（ヴァイオレット・ウィンズピア）
- 禁断愛（平和出版）
- 花嫁は大株主（ハーレクイン社）
- フェアリー・パーク（学研）
- 千年の恋 ひかる源氏物語（早坂暁）（角川書店）
- 夢幻夜想1〜6巻（大陸書房）
  - 続・夢幻夜想[1]
- エンジェルズシリーズ（光文社）
- まんが家ツクール事典（角川書店）
- 三毛猫ホームズ（赤川次郎）（角川書店、秋田書店）
- ぷっぷくマロロン（MEIMU）（学研）
- 学研まんが伝記シリーズ 春日局（学研）
- 王女様の謀、王様の罠（秋田書店[3]、プリンセス・コミックスDXロマンス、2020年6月）ISBN 978-4-253-15426-0
- 愛人契約（原作：サリーウェントワース、ハーレクイン）
- 憂鬱なプリンセス（原作：サリー・ウェントワース、ハーレクイン）
- 危険なアバンチュール（原作：サリー・ウェントワース、ハーレクイン）
- ダイヤモンドシリーズ[4][5]
  - 砂漠のダイヤモンド（原作：スーザン・スティーヴンス[4]）
  - ダイヤモンドの純真（原作：スーザン・スティーヴンス[5]）